# Paragus coadunatus
Paragus coadunatus là một loài ruồi trong họ Ruồi giả ong (Syrphidae). Loài này được Rondani mô tả khoa học đầu tiên năm 1847. Paragus coadunatus phân bố ở vùng Cổ Bắc giới